# (5211) Stevenson
(5211) Stevenson est un astéroïde de la ceinture principale.

## Description
(5211) Stevenson est un astéroïde de la ceinture principale. Il fut découvert le 8 juillet 1989 à l'Observatoire Palomar par Carolyn S. Shoemaker et Eugene M. Shoemaker. Il présente une orbite caractérisée par un demi-grand axe de 2,29 UA, une excentricité de 0,24 et une inclinaison de 26,8° par rapport à l'écliptique.

## Compléments